# Zeuxine kantokeiensis
Zeuxine kantokeiensis là một loài thực vật có hoa trong họ Lan. Loài này được Tatew. & Masam. miêu tả khoa học đầu tiên năm 1932.